# Unaspis aei
Unaspis aei är en insektsart som beskrevs av Sadao Takagi 1970. Unaspis aei ingår i släktet Unaspis och familjen pansarsköldlöss.
Artens utbredningsområde är Taiwan. Inga underarter finns listade i Catalogue of Life.